# گرهارد هاینتس
گرهارد هاینتس (آلمانی: Gerhard Heinz؛ زادهٔ ۹ سپتامبر ۱۹۲۷) آهنگساز، موسیقی‌دان و نوازنده پیانو اهل اتریش است.
از فیلم‌هایی که وی در آن‌ها نقش داشته‌است، می‌توان به ماه خونین اشاره نمود.